# Леметр (лунный кратер)
Кратер Леметр (лат. Lemaître) — большой древний ударный кратер в южном полушарии обратной стороны Луны. Название присвоено в честь бельгийского астронома и математика Жоржа Леметра (1894—1966) и утверждено Международным астрономическим союзом в 1970 г.  Образование кратера относится к нектарскому периоду.

## Описание кратера

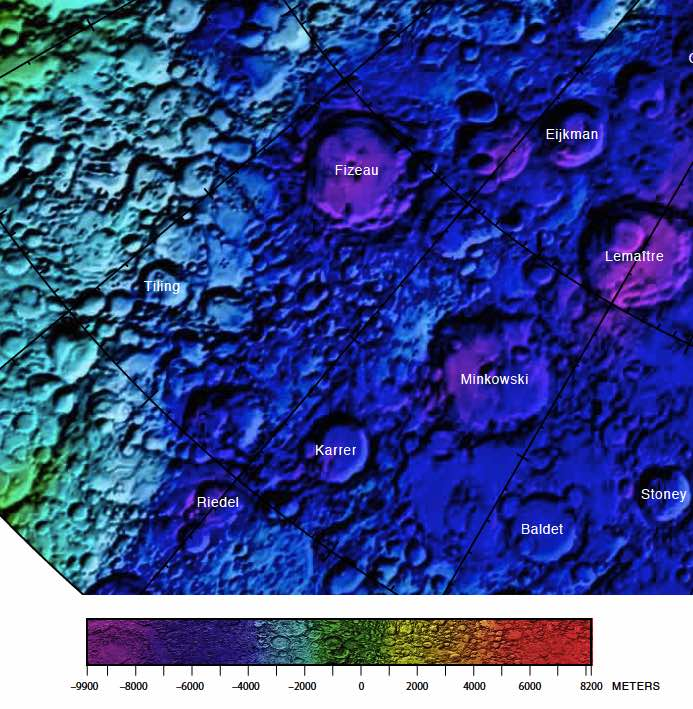
Окрестности кратера Леметр. Фрагмент карты области южного полюса Луны.

Ближайшими соседями кратера являются кратеры Беллинсгаузен и Берлаге на западе; кратер Стоней на севере-северо-западе; кратер Минковский на севере-северо-востоке; кратер Эйкман на юго-востоке и кратер Кроммелин на юге. Селенографические координаты центра кратера 61°22′ ю. ш. 149°59′ з. д. / 61,36° ю. ш. 149,98° з. д., диаметр 93,7 км, глубина 2,8 км.
Кратер Леметр имеет полигональную форму и значительно разрушен. Вал сглажен, тем не менее сохранил достаточно четкие очертания, перекрыт множеством мелких кратеров, особенно в западной части. Внутренний склон террасовидной структуры. Высота вала над окружающей местностью достигает 1430 м, объем кратера составляет приблизительно 8000 км³. Дно чаши сравнительно ровное, испещрено множеством мелких кратеров, в восточной части чаши располагается приметный сателлитный кратер Леметр F (см. ниже).

## Сателлитные кратеры
| Леметр | Координаты                                              | Диаметр, км |
| ------ | ------------------------------------------------------- | ----------- |
| C      | 59°32′ ю. ш. 145°45′ з. д. / 59,53° ю. ш. 145,75° з. д. | 26,6        |
| F      | 61°31′ ю. ш. 148°32′ з. д. / 61,51° ю. ш. 148,53° з. д. | 34,0        |
| S      | 61°48′ ю. ш. 156°49′ з. д. / 61,8° ю. ш. 156,81° з. д.  | 34,5        |

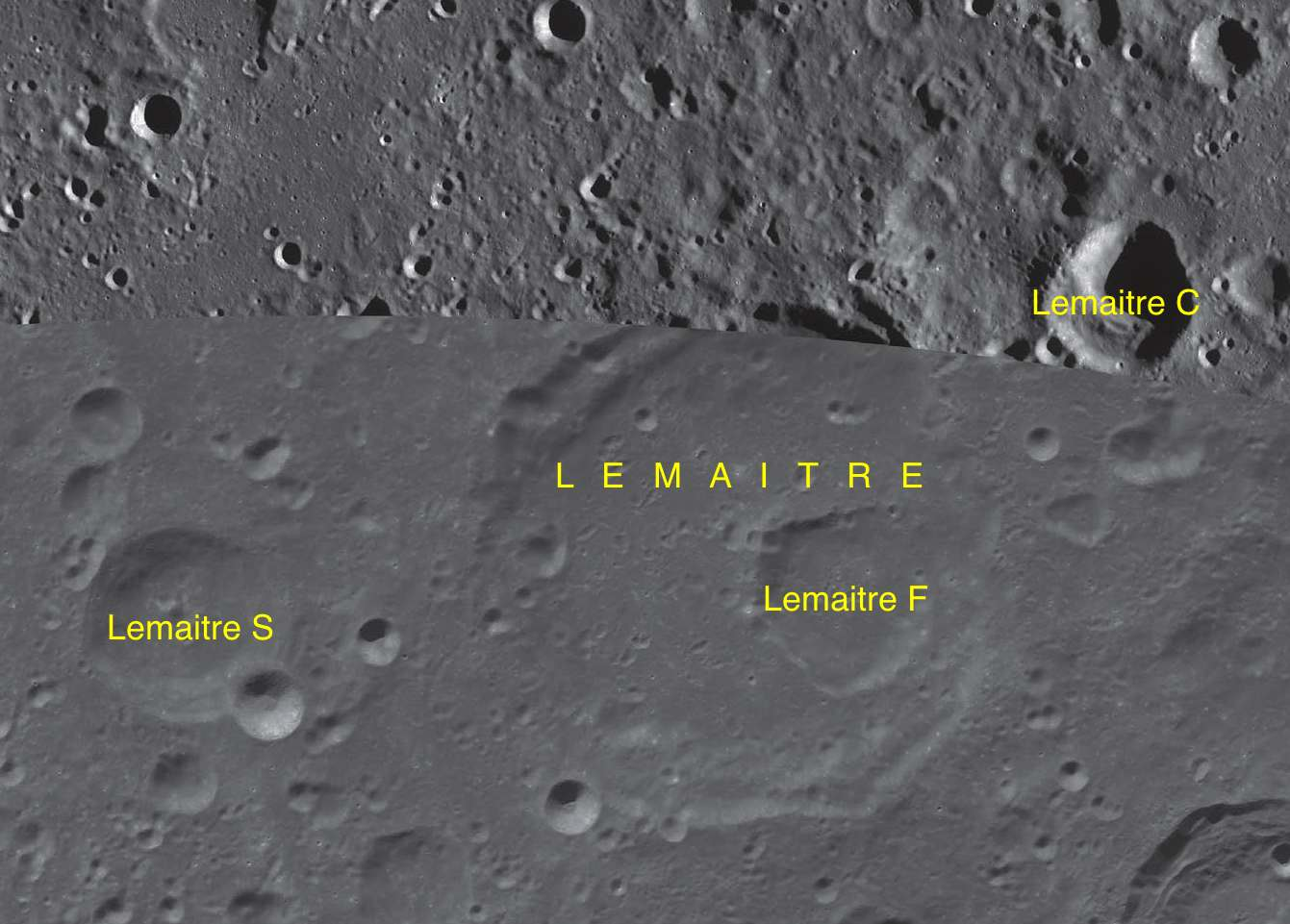
Фрагмент карты LAC-133.

- Образование сателлитных кратеров Леметр F и S относится к нектарскому периоду[1].

## См.также
- Список кратеров на Луне
- Лунный кратер
- Морфологический каталог кратеров Луны
- Планетная номенклатура
- Селенография
- Минералогия Луны
- Геология Луны
- Поздняя тяжёлая бомбардировка